# Verneuil-sur-Vienne
Verneuil-sur-Vienne (okzitanisch Vernuèlh) ist eine französische Gemeinde mit 4940 Einwohnern (Stand: 1. Januar 2022) im Département Haute-Vienne in der Region Nouvelle-Aquitaine. Verneuil-sur-Vienne gehört zum Arrondissement Limoges und zum Kanton Aixe-sur-Vienne. Die Einwohner werden Verneuillais(es) genannt.

## Geografie
Verneuil-sur-Vienne liegt im Limousin etwa zehn Kilometer westnordwestlich von Limoges am Ufer des Flusses Vienne. Umgeben wird Verneuil-sur-Vienne von den Nachbargemeinden Veyrac im Norden und Nordwesten, Saint-Gence im Norden, Limoges im Osten, Isle im Südosten, Aixe-sur-Vienne im Süden, Saint-Priest-sous-Aixe im Südwesten, Saint-Yrieix-sous-Aixe im Westen sowie Sainte-Marie-de-Vaux und Saint-Victurnien im Nordwesten.
Durch die Gemeinde führt die Route nationale 141.

## Bevölkerungsentwicklung
| Jahr      | 1962 | 1968 | 1975 | 1982 | 1990 | 1999 | 2006 | 2013 | 2020 |
| Einwohner | 1510 | 1529 | 1749 | 2362 | 2968 | 3188 | 3718 | 4637 | 4886 |

## Sehenswürdigkeiten
- Dolmen La Croix-du-Breuil, seit 1988 als Monument historique eingeschrieben
- Pfarrkirche Saint-Pierre-ès-Liens mit Ursprüngen aus dem 12. Jahrhundert, in den folgenden Jahrhunderten mehrfach umgestaltet. Die Kirche birgt zahlreiche Ausstattungsgegenstände, die in der Base Palissy gelistet sind, darunter eine große Anzahl, die als Monument historique der beweglichen Objekte eingeschrieben sind.
- Früheres Schloss Pennevayre aus dem ausgehenden 15. Jahrhundert, heute nur noch als Ruine vorhanden, seit 1975 in Teilen als Monument historique eingeschrieben

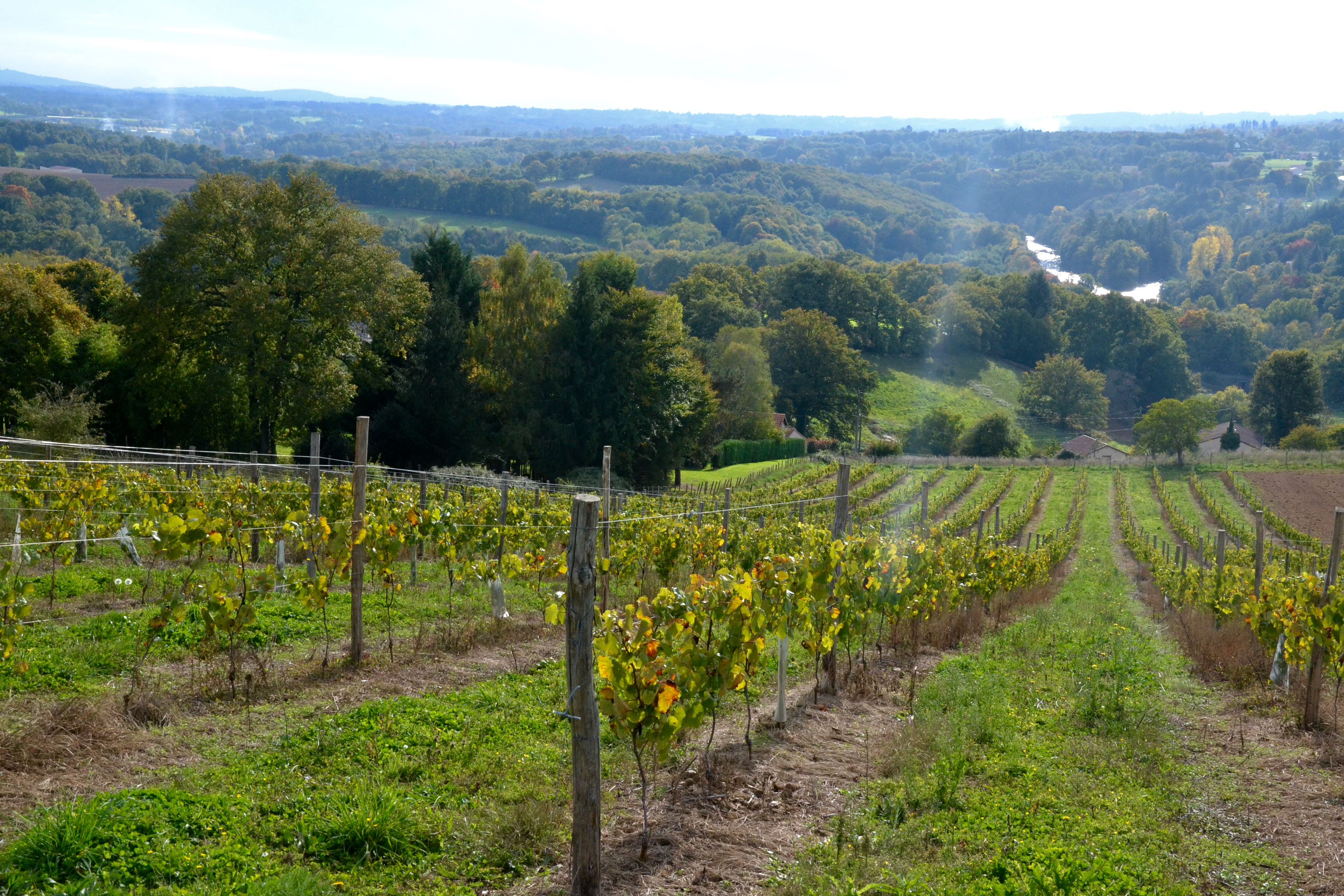
Weinberg in Verneuil-sur-Vienne

- Schloss Pagnac, 1859 erbaut
- Schloss Les Vaseix, 1860 errichtet
- Schloss La Gabie aus dem 18./19. Jahrhundert
- Schloss Le Villard aus dem 17. Jahrhundert
- Schloss Lespinasse, 1842 als Jagdschloss errichtet
- Haus im Chemin des Marronniers, genannt „Château du Chambon“, aus dem 16. Jahrhundert
- Haus in Les Coreix, genannt „Château“, aus dem 19. Jahrhundert
- Wald von Vaseix

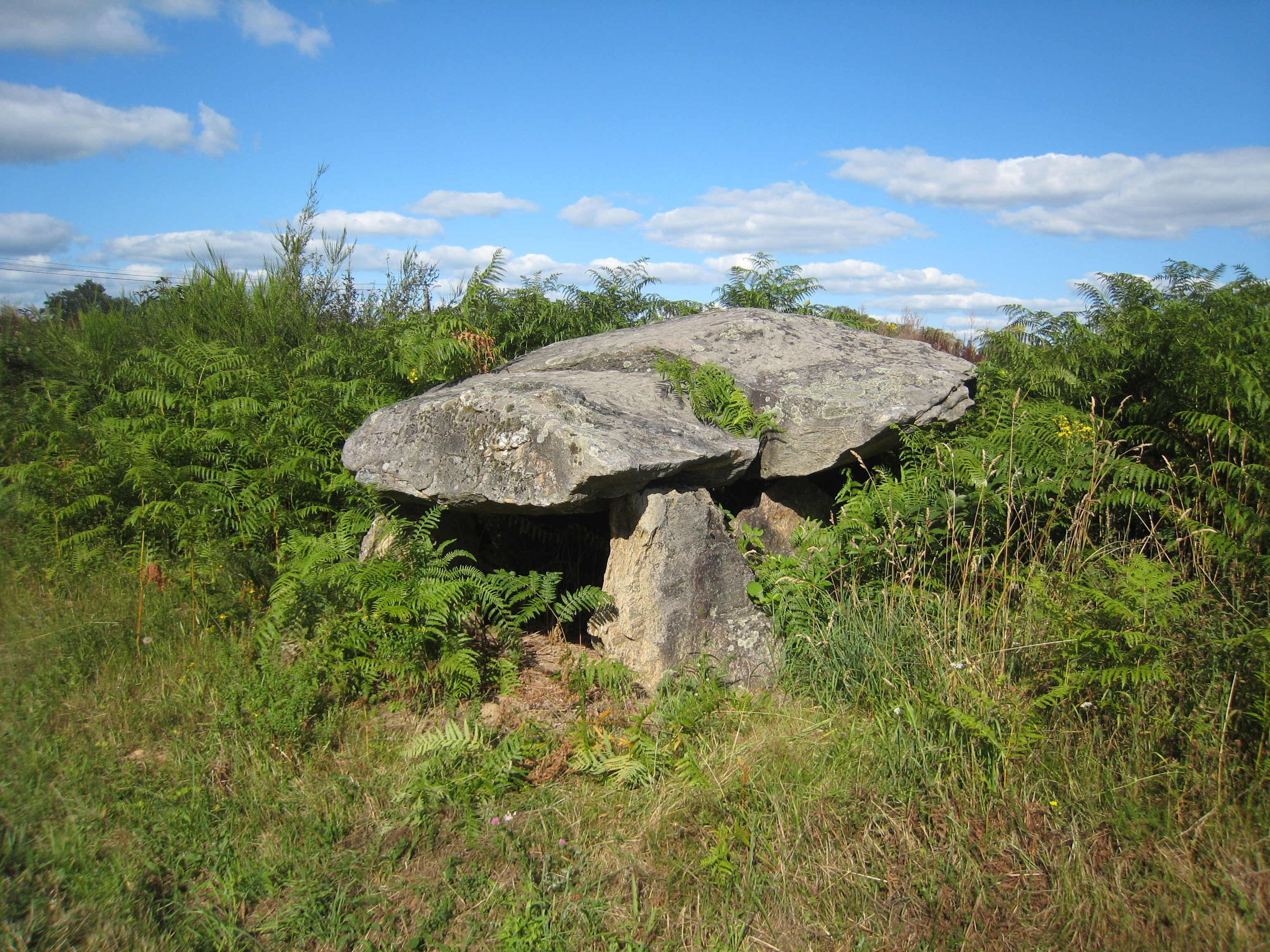
Dolmen La Croix-du-Breuil
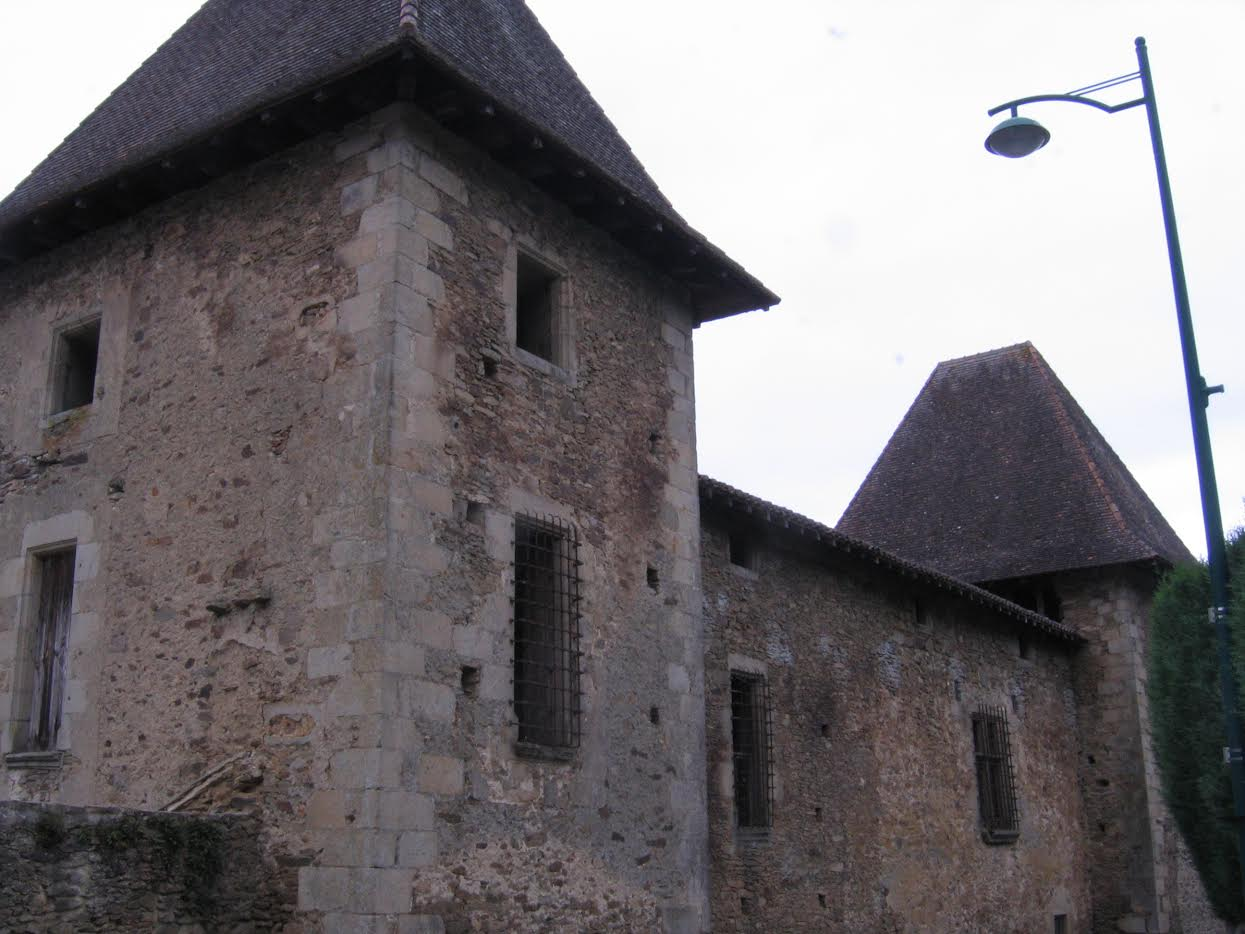
Früheres Schloss Pennevayre

## Wirtschaft
Die Weinhügel von Verneuil-sur-Vienne nehmen ein Fünftel der Gemeindefläche ein.

## Persönlichkeiten
- Marcel Rigout (1928–2014), französischer Politiker der PCF, früherer Minister für berufliche Bildung, geboren in Verneuil-sur-Vienne